# Freddy protiv Jasona
Freddy protiv Jasona (eng. Freddy vs. Jason) je horor film kojeg je 2003. godine izdala kuća New Line Cinema. Film čija je glavna radnja sukob Jasona Vooreheesa (iz serijala filmova Petak 13.) i Freddyja Kruegera (iz serijala filmova Strah u ulici Brijestova) je režirao Ronny Yu.

## Radnja
Freddy Krueger (Robert Englund) je zatočen u paklu i odandje se ne može izvući sve dok se netko ne sjeti njega ili njegovih zločina. Upravo iz toga razloga, on pozove Jasona Voorheesa (Ken Kirzinger) koji se može manifestirati i kretati po stvarnom svijetu. Prerušen u Jasonovu majku (Pamelu Voorhees, jedinu osobu koju će Jason poslušati, a nikada ubiti), Freddy uvjerava Jasona da ubija tinejdžere koji žive u Ulici Brijestova, kako bi na taj način natjerao stanovnike Springwooda u Ohiju da pomisle kako se Freddy vratio.
Nedugo potom, Jason čini nekoliko ubojstava za koja svi krive Freddyja. Međutim, malena skupina mladića i djevojaka sačinjena od Lori Campbell (Monica Keena), njenog dečka Willa Rollinsa (Jason Ritter), Kiae (Kelly Rowland), Charlieja Lindermana (Chris Marquette) i zamjenika šerifa (Lochlyn Munro) zapaža kako ta ubojstva nije učinio Freddy. Ipak njihovo otkriće je došlo prekasno, jer je strah stanovnika učinio Freddyja dovoljno jakim da se vrati iz pakla. Skupina, potom, odlazi u ustanovu za psihički poremećene bolesnike zvanu "Weston Hillls Asylum", mjesta gdje je Will Rollins bio poslan, kako bi pronašli lijek Hypnocil koji bi ih držao budnima a time i onemogućio Freddyja da ih ubije. Za vrijeme njihovog posjeta dotičnoj ustanovi, policajac Stubbs pogiba na način da ga Jason baca na nekakve pokvarene kontrolne ploče, pri čemu biva ubijen strujom. Freeburg, njihov prijatelj koji voli marihuanu, čini ono što najviše voli i pri tom biva opsjednut od strane Freddyja, koji potom koristi njegovo tijelo kako bi bacio sav Hypnocil u kanalizaciju, te uzima dvije injekcije sa sredstvom za omamljivanje i zabija ih Jasonu u vrat kako bi ga na taj način uspavao a samim tim i omogućio Freddyju da ga ubije u snu. U tom trenutku Jason ubija Freeburga.
Skupina, potom, odnosi Jasona nazad do "Camp Crystal Lakea" kako bi mu na taj način dali domaću prednost u sukobu s Freddyjem. Lori se dobrovoljno javlja da ju se uspava također, ne bi li na taj način izvukli Freddyja iz njenog sna i dali Jasonu priliku da se bori s njim. Za vrijeme njenog sna, ona se pojavljuje u Jasonovoj noćnoj mori, mori u kojoj se Jason utapa i upravo ondje ona pokušava spasiti Jasona, no u trenutku njenog pokušaja spašavanja, Freddy ga zaranja ispod razine vode. Kia želi na Jasonu izvesti tehnike za oživljavanje, no u trenutku kada ona počinje izvoditi prethodno spomenute tehnike, istovremeno se Jason budi i kombi doživljava prometnu nesreću blizu ulaza na "Camp Crystal Lake". Užurbanim tempom, ostatak preživjelih odvlače Lori u kolibu, u kojoj je pokušavaju probuditi. U međuvremenu, Lori se nalazi u snu u kojem ju Freddy odvodi ispred njene kuće, u vrijeme smrti njene majke. Upravo ondje se otkriva kako je Freddy ubio njenu majku. Ubrzo nakon prethodno spomenutog saznanja, Freddy ju dovodi u zamku, nakon čega ju ogrebe i pokušava silovati. Istovremeno, u stvarnom svijetu, Jason u kolibi pronalazi skupinu preživjelih, nakon čega ruši uljanu lampu, koja izaziva vatru u kolibi, i nabija Lindermana na šipku. U međuvremenu, vatra budi Lori iz njenog sna, što ona koristi za dovođenje Freddyja u stvarni svijet, u kojem se mora suočiti s Jasonom. 
Nakon prethodno navedenog, slijedi krvava borba između Jasona i Freddyja, borba u kojoj pogiba i Kia, tj. koju ubija Jason. Završni dio filma se razvija tako da Lori s benzinom polijeva spremnike s propanom i dok na kojem se monstrumi bore, nakon čega pali benzin koji potom izaziva veliku eksploziju. Nakon eksplozije se pojavljuje Freddy, koji maše s Jasonovom mačetom na kojoj se nalazi Jasonova odrezana ruka a kojom namjerava ubiti Lori i Willa. U zadnjem trenutku, Jason iskače iz vode i probada Freddy sa svojom odrezanom rukom. U tom trenutku, Lori koristi situaciju i obezglavljuje Freddy. Zadnja scena filma pokazuje Jasona kako odnosi Freddyjevu glavu izvan "Crystal Lakea". Na samom kraju, Freddy namiguje, nakon čega film završava s Freddyjevim smijehom i Jasonovom sablasnom glazbom. Stoga, pobjednik ove bitke ostaje nejasan.

## Glavne uloge
- Robert Englund kao Freddy Krueger
- Ken Kirzinger kao Jason Voorhees
- Monica Keena kao Lori Campbell
- Jason Ritter kao Will Rollins
- Kelly Rowland kao Kia Waterson
- Chris Marquette kao Charlie Linderman
- Brendan Fletcher kao Mark Davis
- Lochlyn Munro kao zamjenik šerifa Scott Stubbs
- Katharine Isabelle kao Gibb
- Kyle Labine kao Bill Freeburg

## Sporedne uloge
- Tom Butler kao dr. Campbell
- Gary Chalk kao šerif Williams
- David Kopp kao Blake
- Odessa Munroe kao Heather
- Jesse Hutch kao Trey
- Paula Shaw kao gđa. Pamela Voorhees
- Chris Gauthier kao Shack
- Zack Ward kao Bobby Davis
- Brent Chapman kao Blakeov otac
- Spencer Stump kao mladi Jason Voorhees
- Joëlle Antonissen kao djevojčica
- Allistar Abell kao policajac Goodman
- Robert Shaye kao ravnatelj Shaye
- Colby Johannson kao suigrač
- Kimberley Warnat kao djevojka iz reda za pivo
- Kevin Hansen kao mladić iz reda za pivo
- Alex Green kao Frisell
- Jamie Mayo kao mrtva djevojka na stablu
- Blake Mawson kao mrtav mladić na stablu
- Viv Leacock kao Kinsey Park
- Tony Willett kao čuvar u ustanovi za psihički poremećene
- Claire Riley kao TV reporter
- Sharon Peters kao Lorina majka
- Sarah-Anne Hepher kao djevojka koja skače 1
- Kirsti Forbes kao djevojka koja skače 2
- Taryn McCullock kao djevojka koja skače 3
- Eileen Pedde kao školska medicinska sestra
- Sean Tyler Foley kao muški psiholog
- Jacqueline Stewart kao ženski psiholog 1
- Laura Boddington kao ženski psiholog 2
- Colton Shock kao okrutno dijete 1
- Spencer Doduk kao okrutno dijete 2
- Anysha Berthot kao okrutno dijete 3

## Nominacije i nagrade
- Cinescape Genre Face of the Future Award (2004.): za nadolazeće lice žanra - Jason Ritter  (nominacija)
- Nagrada Saturn (2004): za najbolji horor film - (nominacija)
- BMI Film Music Award (2004): za najbolju filmsku glazbu - Graeme Revell (nominacija i nagrada)
- Chainsaw Award (2004): za najbolju šminku/stvorenje FX-a - Bill Terezakis (nominacija i nagrada)
- Chainsaw Award (2004): za najboljeg glumca - Robert Englund (nominacija)
- Teen Choice Award (2004): za Choice-ov film u kategoriji triler - (nagrada)
- Teen Choice Award(2004): za Choice-ov film, kojeg vaši roditelji nisu htjeli da gledate - (nominacija)
- Taurus Award (2004.): za najbolju vatrenu kaskadersku izvedbu - Douglas Chapman, Glenn Ennis (nominacija)
- Taurus Award (2004.): za najbolju vatrenu kaskadersku izvedbu - Glenn Ennis (nominacija)

## Glazba iz filma
Album s glazbom iz filma je prvi izdan u SAD-u i to 12. kolovoza 2003. godine. Na službenom albumu većinom se nalaze heavy metal glazbenici koji imaju potpisan ugovor s izdavačkom kućom "Roadrunner Records". No, osim službenog albuma s glazbom iz filma, izašao je još jedan dodatan cd s glazbom iz tog filma, također pod dirigentskom palicom Graemea Revella ali ova put izdan od strane Varèse Sarabandea.

### Službeni album
1. How Can I Live
2. When Darkness Falls
3. Beginning of the End
4. Sun Doesn't Rise
5. Condemned Until Rebirth
6. Snap
7. Army of Me
8. The After Dinner Payback
9. Leech
10. Bombshell
11. We Were (Electrocute)
12. Welcome to the Strange
13. Out Of My Way
14. Inside The Cynic
15. Swinging The Dead
16. The Waste
17. Middle Of Nowhere
18. Ether
19. Trigger
20. 11th Hour

### Album Graemea Revella (izdan od Varèse Sarabandea)
1. The Legend
2. The House On Elm Street
3. Girl With No Eyes
4. The Psych Ward
5. Gibb Meets Freddy
6. Will's Story
7. French Kiss
8. The Control Room
9. Jason's Surprise Attack
10. Jason's First Dream
11. Stoner Creature
12. Freddy's Dream World
13. Jason Unmasked
14. In The Library
15. Freddy Gets Young Jason
16. Wake Up Lori
17. Freddy In The Real World
18. Fight On The Dock
19. Freddy Express
20. Is It Ever Over?

## Vanjske poveznice
- Službene stranice
- Freddy protiv Jasona u internetskoj bazi filmova IMDb-a
- Freddy protiv Jasona na Box Office Mojo
- Freddy protiv Jasona na Rotten Tomatoes
- Freddy protiv Jasona  Arhivirana inačica izvorne stranice od 22. veljače 2008. (Wayback Machine) na Yahoo! Movies
- Freddy protiv Jasona  Arhivirana inačica izvorne stranice od 29. travnja 2007. (Wayback Machine) na Prijatelju Straha u Ulici Brijestova